# Specie di Oonopidae
Di seguito vengono descritte tutte le 1135 specie della famiglia di ragni Oonopidae note a giugno 2013.

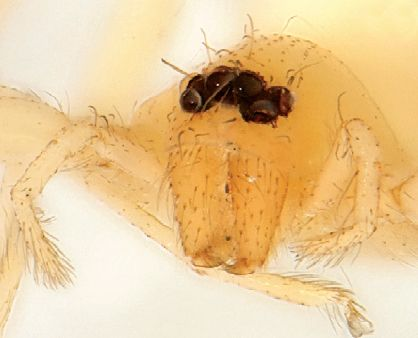
Megaoonops avrona, femmina, vista frontale

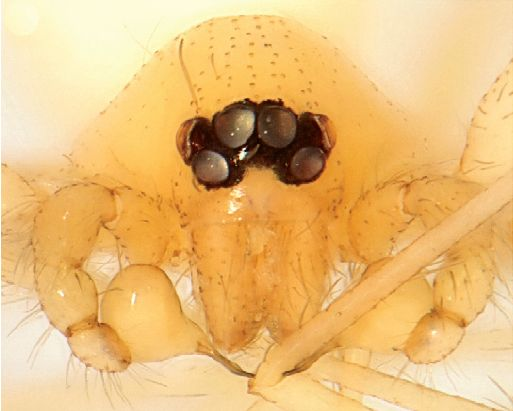
Megaoonops avrona, maschio, vista frontale

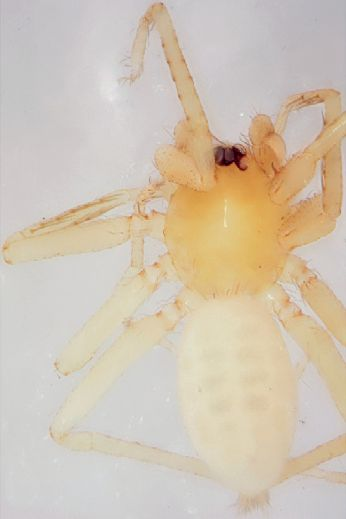
Spinestis nikita, maschio

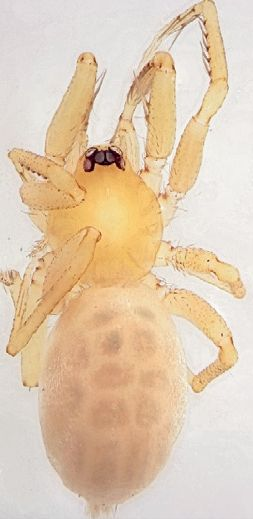
Spinestis nikita, femmina

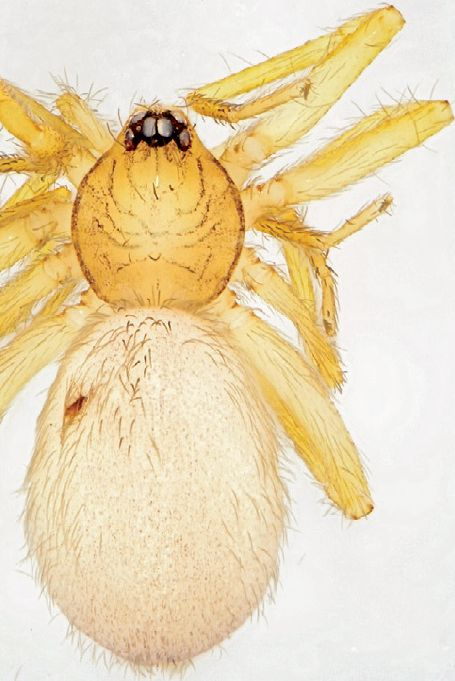
Tapinesthis inermis, femmina

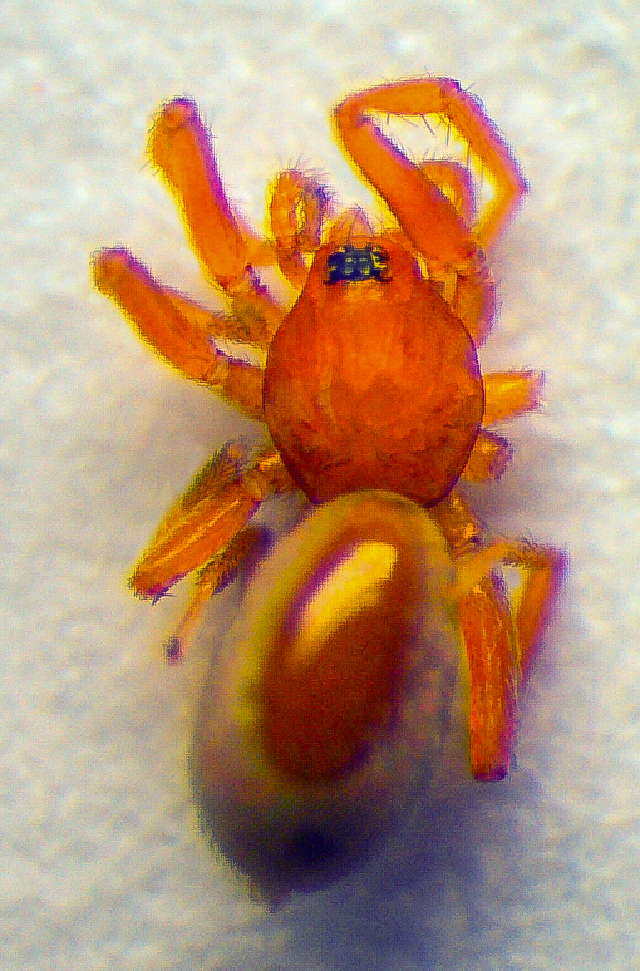
Triaeris stenaspis

Ischnothyreus browni, pattern oculare

Ischnothyreus peltifer, pattern oculare

## Anophthalmoonops
Anophthalmoonops Benoit, 1976
- Anophthalmoonops thoracotermitis Benoit, 1976 — Angola

## Antoonops
Antoonops Fannes & Jocqué, 2008
- Antoonops bouaflensis Fannes & Jocqué, 2008 — Costa d'Avorio
- Antoonops corbulo Fannes & Jocqué, 2008 — Costa d'Avorio, Ghana
- Antoonops iita Fannes & Jocqué, 2008 — Nigeria
- Antoonops nebula Fannes & Jocqué, 2008 — Ghana

## Aprusia
Aprusia Simon, 1893
- Aprusia kataragama Grismado & Deeleman, 2011 — Sri Lanka
- Aprusia kerala Grismado & Deeleman, 2011 — India
- Aprusia strenuus Simon, 1893 — Sri Lanka
- Aprusia veddah Grismado & Deeleman, 2011 — Sri Lanka
- Aprusia vestigator (Simon, 1893) — Sri Lanka

## Aschnaoonops
Aschnaoonops Makhan & Ezzatpanah, 2011
- Aschnaoonops alban Platnick et al., 2013 — Colombia
- Aschnaoonops alquada Platnick et al., 2013 — Venezuela
- Aschnaoonops aschnae Makhan & Ezzatpanah, 2011 — Suriname
- Aschnaoonops belem Platnick et al., 2013 — Brasile
- Aschnaoonops bocono Platnick et al., 2013 — Venezuela
- Aschnaoonops caninde Platnick et al., 2013 — Brasile
- Aschnaoonops chingaza Platnick et al., 2013 — Colombia
- Aschnaoonops chorro Platnick et al., 2013 — Venezuela
- Aschnaoonops cosanga Platnick et al., 2013 — Ecuador
- Aschnaoonops cristalina Platnick et al., 2013 — Venezuela
- Aschnaoonops gorda Platnick et al., 2013 — isole Vergini
- Aschnaoonops huila Platnick et al., 2013 — Colombia
- Aschnaoonops indio Platnick et al., 2013 — Venezuela
- Aschnaoonops jaji Platnick et al., 2013 — Venezuela
- Aschnaoonops jatun Platnick et al., 2013 — Ecuador
- Aschnaoonops leticia Platnick et al., 2013 — Colombia
- Aschnaoonops malkini Platnick et al., 2013 — Brasile
- Aschnaoonops margaretae Platnick et al., 2013 — Venezuela
- Aschnaoonops marshalli Platnick et al., 2013 — Ecuador
- Aschnaoonops marta Platnick et al., 2013 — Colombia
- Aschnaoonops masneri Platnick et al., 2013 — Venezuela
- Aschnaoonops merida Platnick et al., 2013 — Venezuela
- Aschnaoonops meta Platnick et al., 2013 — Colombia
- Aschnaoonops orito Platnick et al., 2013 — Colombia
- Aschnaoonops paez Platnick et al., 2013 — Colombia
- Aschnaoonops pamplona Platnick et al., 2013 — Colombia
- Aschnaoonops pedro Platnick et al., 2013 — Colombia
- Aschnaoonops pira Platnick et al., 2013 — Colombia
- Aschnaoonops propinquus (Keyserling, 1881) — Colombia
- Aschnaoonops ramirezi Platnick et al., 2013 — Ecuador
- Aschnaoonops silvae Platnick et al., 2013 — Colombia, Ecuador, Perù
- Aschnaoonops similis (Keyserling, 1881) — Colombia
- Aschnaoonops simla (Chickering, 1968) — Trinidad
- Aschnaoonops simoni Platnick et al., 2013 — Venezuela
- Aschnaoonops tachira Platnick et al., 2013 — Venezuela
- Aschnaoonops tariba Platnick et al., 2013 — Venezuela
- Aschnaoonops teleferico Platnick et al., 2013 — Venezuela
- Aschnaoonops tiputini Platnick et al., 2013 — Ecuador
- Aschnaoonops trujillo Platnick et al., 2013 — Venezuela
- Aschnaoonops villalba Platnick et al., 2013 — Puertorico
- Aschnaoonops yasuni Platnick et al., 2013 — Ecuador

## Australoonops
Australoonops Hewitt, 1915
- Australoonops granulatus Hewitt, 1915 — Sudafrica
- Australoonops haddadi Platnick & Dupérré, 2010 — Sudafrica, Mozambico
- Australoonops skaife Platnick & Dupérré, 2010 — Sudafrica

## Bidysderina
Bidysderina Platnick et al., 2013
- Bidysderina bififa Platnick et al., 2013 — Ecuador
- Bidysderina cayambe Platnick et al., 2013 — Ecuador
- Bidysderina niarchos Platnick et al., 2013 — Ecuador
- Bidysderina perdido Platnick et al., 2013 — Ecuador
- Bidysderina wagra Platnick et al., 2013 — Ecuador

## Birabenella
Birabenella Grismado, 2010
- Birabenella argentina (Birabén, 1955) — Argentina
- Birabenella elqui Grismado, 2010 — Cile
- Birabenella homonota Grismado, 2010 — Cile
- Birabenella pizarroi Grismado, 2010 — Cile

## Blanioonops
Blanioonops Simon & Fage, 1922
- Blanioonops patellaris Simon & Fage, 1922 — Africa orientale

## Brignolia
Brignolia Dumitrescu & Georgescu, 1983
- Brignolia ambigua (Simon, 1893) — Sri Lanka
- Brignolia ankhu Platnick et al., 2011 — Nepal
- Brignolia assam Platnick et al., 2011 — India, Nepal
- Brignolia bengal Platnick et al., 2011 — India
- Brignolia bowleri (Saaristo, 2002) — isole Seychelles
- Brignolia cardamom Platnick et al., 2011 — India
- Brignolia chumpae Platnick et al., 2011 — Thailandia
- Brignolia cobre Platnick et al., 2011 — USA, Indie occidentali
- Brignolia dasysterna Platnick et al., 2011 — USA
- Brignolia diablo Platnick et al., 2011 — Thailandia
- Brignolia elongata Platnick et al., 2011 — Borneo
- Brignolia gading Platnick et al., 2011 — Borneo
- Brignolia jog Platnick et al., 2011 — India
- Brignolia kaikatty Platnick et al., 2011 — India
- Brignolia kapit Platnick et al., 2011 — Borneo
- Brignolia karnataka Platnick et al., 2011 — India
- Brignolia kodaik Platnick et al., 2011 — India
- Brignolia kumily Platnick et al., 2011 — India
- Brignolia mapha Platnick et al., 2011 — Thailandia
- Brignolia nigripalpis (Simon, 1893) — India, Sri Lanka
- Brignolia nilgiri Platnick et al., 2011 — India
- Brignolia palawan Platnick et al., 2011 — Filippine
- Brignolia parumpunctata (Simon, 1893) — Regione pantropicale
- Brignolia ratnapura Platnick et al., 2011 — Sri Lanka
- Brignolia rothorum Platnick et al., 2011 — India
- Brignolia schwendingeri Platnick et al., 2011 — Vietnam
- Brignolia sinharaja Platnick et al., 2011 — Sri Lanka
- Brignolia sukna Platnick et al., 2011 — Nepal
- Brignolia suthep Platnick et al., 2011 — Thailandia
- Brignolia trichinalis (Benoit, 1979) — isole Mauritius, isole Seychelles, probabilmente Sri Lanka
- Brignolia valparai Platnick et al., 2011 — India

## Caecoonops
Caecoonops Benoit, 1964
- Caecoonops apicotermitis Benoit, 1964 — Congo
- Caecoonops cubitermitis Benoit, 1964 — Congo

## Camptoscaphiella
Camptoscaphiella Caporiacco, 1934
- Camptoscaphiella fulva Caporiacco, 1934 — Pakistan, India
- Camptoscaphiella gunsa Baehr, 2010 — India, Nepal
- Camptoscaphiella hilaris Brignoli, 1978 — Bhutan
- Camptoscaphiella loebli Baehr, 2010 — India
- Camptoscaphiella martensi Baehr, 2010 — Nepal
- Camptoscaphiella monteithi Baehr & Harvey, 2013 — Nuova Caledonia
- Camptoscaphiella nepalensis Baehr, 2010 — Nepal
- Camptoscaphiella panchtar Baehr, 2010 — Nepal
- Camptoscaphiella paquini Ubick, 2010 — Cina
- Camptoscaphiella potteri Baehr & Harvey, 2013 — Nuova Caledonia
- Camptoscaphiella schwendingeri Baehr, 2010 — Thailandia
- Camptoscaphiella silens Brignoli, 1976 — Nepal
- Camptoscaphiella simoni Baehr, 2010 — Sri Lanka
- Camptoscaphiella sinensis Deeleman-Reinhold, 1995 — Cina
- Camptoscaphiella strepens Brignoli, 1976 — Nepal
- Camptoscaphiella taplejung Baehr, 2010 — Nepal
- Camptoscaphiella tuberans Tong & Li, 2007 — Cina

## Cavisternum
Cavisternum Baehr, Harvey & Smith, 2010
- Cavisternum attenboroughi Baehr & Raven, 2013 — Territorio del Nord
- Cavisternum bagleyae Baehr, Harvey & Smith, 2010 — Queensland
- Cavisternum barthorum Baehr, Harvey & Smith, 2010 — Queensland
- Cavisternum bertmaini Baehr, Harvey & Smith, 2010 — Australia occidentale
- Cavisternum carae Baehr, Harvey & Smith, 2010 — Territorio del Nord
- Cavisternum clavatum Baehr, Harvey & Smith, 2010 — Australia occidentale
- Cavisternum digweedi Baehr, Harvey & Smith, 2010 — Territorio del Nord
- Cavisternum ewani Baehr, Harvey & Smith, 2010 — Queensland
- Cavisternum federicae Baehr, Harvey & Smith, 2010 — Queensland
- Cavisternum foxae Baehr, Harvey & Smith, 2010 — Queensland
- Cavisternum gatangel Baehr, Harvey & Smith, 2010 — Queensland
- Cavisternum heywoodi Baehr, Harvey & Smith, 2010 — Queensland
- Cavisternum hughesi Baehr, Harvey & Smith, 2010 — Queensland
- Cavisternum ledereri Baehr, Harvey & Smith, 2010 — Queensland
- Cavisternum maxmoormanni Baehr, Harvey & Smith, 2010 — Territorio del Nord
- Cavisternum mayorum Baehr, Harvey & Smith, 2010 — Queensland
- Cavisternum michaelbellomoi Baehr, Harvey & Smith, 2010 — Queensland
- Cavisternum monteithi Baehr & Harvey, 2010 — Queensland
- Cavisternum noelashepherdae Baehr, Harvey & Smith, 2010 — Territorio del Nord
- Cavisternum rochesterae Baehr, Harvey & Smith, 2010 — Queensland
- Cavisternum toadshow Baehr, Harvey & Smith, 2010 — Queensland
- Cavisternum waldockae Baehr, Harvey & Smith, 2010 — Australia occidentale

## Cortestina
Cortestina Knoflach, 2009
- Cortestina thaleri Knoflach, 2009 — Austria, Italia

## Costarina
Costarina Platnick & Dupérré, 2011
- Costarina abdita (Chickering, 1968) — Panama
- Costarina belinda (Chickering, 1968) — Panama
- Costarina belmopan Platnick & Dupérré, 2012 — Belize, Guatemala
- Costarina blanco Platnick & Dupérré, 2012 — Nicaragua
- Costarina bochil Platnick & Dupérré, 2012 — Messico
- Costarina branstetteri Platnick & Dupérré, 2012 — Honduras
- Costarina cahui Platnick & Dupérré, 2012 — Guatemala
- Costarina ceiba Platnick & Dupérré, 2012 — Honduras
- Costarina cofradia Platnick & Dupérré, 2012 — Honduras
- Costarina coma Platnick & Dupérré, 2012 — Honduras
- Costarina concinna (Chickering, 1968) — Panama
- Costarina cortes Platnick & Dupérré, 2012 — Honduras
- Costarina cusuco Platnick & Dupérré, 2012 — Honduras
- Costarina dura (Chickering, 1951) — Panama
- Costarina gracias Platnick & Dupérré, 2012 — Honduras
- Costarina humphreyi (Chickering, 1968) — Panama
- Costarina improvisa (Chickering, 1968) — Panama
- Costarina intempina (Chickering, 1968) — Panama
- Costarina iviei Platnick & Dupérré, 2012 — Messico
- Costarina izabal Platnick & Dupérré, 2012 — Guatemala
- Costarina llama Platnick & Dupérré, 2012 — Messico
- Costarina macha Platnick & Dupérré, 2012 — Guatemala
- Costarina meridina (Chickering, 1968) — Costarica
- Costarina mixtepec Platnick & Dupérré, 2012 — Messico
- Costarina morales Platnick & Dupérré, 2012 — Guatemala
- Costarina muralla Platnick & Dupérré, 2012 — Honduras
- Costarina musun Platnick & Dupérré, 2012 — Nicaragua
- Costarina naja Platnick & Dupérré, 2012 — Messico
- Costarina oaxaca Platnick & Dupérré, 2012 — Messico
- Costarina obtina (Chickering, 1968) — Panama
- Costarina olancho Platnick & Dupérré, 2012 — Honduras
- Costarina peten Platnick & Dupérré, 2012 — Guatemala
- Costarina plena (O. P.-Cambridge, 1894) — Messico
- Costarina potena (Chickering, 1968) — Panama
- Costarina recondita (Chickering, 1951) — Panama
- Costarina rigida (Chickering, 1968) — Panama
- Costarina seclusa (Chickering, 1951) — Panama
- Costarina sepultura Platnick & Dupérré, 2012 — Messico
- Costarina silvatica (Chickering, 1951) — Panama
- Costarina subplena Platnick & Dupérré, 2012 — Messico, Guatemala
- Costarina tela Platnick & Dupérré, 2012 — Honduras
- Costarina waspuk Platnick & Dupérré, 2012 — Nicaragua
- Costarina watina (Chickering, 1968) — Costarica

## Cousinea
Cousinea Saaristo, 2001
- Cousinea keeleyi Saaristo, 2001 — Isole Seychelles

## Coxapopha
Coxapopha Platnick, 2000
- Coxapopha bare Ott & Brescovit, 2004 — Brasile
- Coxapopha carinata Ott & Brescovit, 2004 — Brasile
- Coxapopha diblemma Platnick, 2000 — Panama
- Coxapopha yuyapichis Ott & Brescovit, 2004 — Perù

## Dalmasula
Dalmasula Platnick, Szüts & Ubick, 2012
- Dalmasula dodebai Szüts & Ubick, 2012 — Sudafrica
- Dalmasula griswoldi Szüts & Ubick, 2012 — Sudafrica
- Dalmasula lorelei Platnick & Dupérré, 2012 — Namibia
- Dalmasula parvimana (Simon, 1910) — Namibia
- Dalmasula tsumkwe Platnick & Dupérré, 2012 — Namibia

## Diblemma
Diblemma O. P.-Cambridge, 1908
- Diblemma donisthorpei O. P.-Cambridge, 1908 — Isole Seychelles, Gran Bretagna (introdotto)

## Dysderina
Dysderina Simon, 1891
- Dysderina amaca Platnick, Berniker & Bonaldo, 2013 — Colombia
- Dysderina ayo Platnick, Berniker & Bonaldo, 2013 — Colombia
- Dysderina baehrae Platnick, Berniker & Bonaldo, 2013 — Ecuador
- Dysderina bimucronata Simon, 1893 — Filippine
- Dysderina caeca Birabén, 1954 — Argentina
- Dysderina capensis Simon, 1907 — Sudafrica
- Dysderina craigi Platnick, Berniker & Bonaldo, 2013 — Colombia
- Dysderina cunday Platnick, Berniker & Bonaldo, 2013 — Colombia
- Dysderina desultrix (Keyserling, 1881) — Perù
- Dysderina erwini Platnick, Berniker & Bonaldo, 2013 — Ecuador
- Dysderina excavata Platnick, Berniker & Bonaldo, 2013 — Ecuador
- Dysderina granulosa Simon & Fage, 1922 — Africa orientale
- Dysderina insularum Roewer, 1963 — Isole Caroline
- Dysderina machinator (Keyserling, 1881) — Perù
- Dysderina matamata Platnick, Berniker & Bonaldo, 2013 — Colombia
- Dysderina perarmata Fage & Simon, 1936 — Kenya
- Dysderina principalis (Keyserling, 1881) — Colombia
- Dysderina purpurea Simon, 1893 — Filippine
- Dysderina sacha Platnick, Berniker & Bonaldo, 2013 — Ecuador
- Dysderina sasaima Platnick, Berniker & Bonaldo, 2013 — Colombia
- Dysderina scutata (O. P.-Cambridge, 1876) — Egitto
- Dysderina speculifera Simon, 1907 — Sudafrica, Mozambico
- Dysderina straba Fage, 1936 — Kenya
- Dysderina sublaevis Simon, 1907 — Algeria
- Dysderina tiputini Platnick, Berniker & Bonaldo, 2013 — Ecuador
- Dysderina urucu Platnick, Berniker & Bonaldo, 2013 — Brasile

## Dysderoides
Dysderoides Fage, 1946
- Dysderoides micans (Simon, 1893) — Venezuela
- Dysderoides typhlos Fage, 1946 — India

## Epectris
Epectris Simon, 1893
- Epectris aenobarbus Brignoli, 1978 — Bhutan
- Epectris apicalis Simon, 1893 — Filippine
- Epectris conujaingensis Xu, 1986 — Cina
- Epectris mollis Simon, 1907 — Sri Lanka

## Escaphiella
Escaphiella Platnick & Dupérré, 2009
- Escaphiella acapulco Platnick & Dupérré, 2009 — Messico
- Escaphiella aratau Platnick & Dupérré, 2009 — Brasile
- Escaphiella argentina (Birabén, 1954) — Argentina
- Escaphiella bahia Platnick & Dupérré, 2009 — Brasile
- Escaphiella betin Platnick & Dupérré, 2009 — Colombia
- Escaphiella blumenau Platnick & Dupérré, 2009 — Brasile
- Escaphiella bolivar Platnick & Dupérré, 2009 — Venezuela
- Escaphiella cachimbo Platnick & Dupérré, 2009 — Brasile
- Escaphiella catemaco Platnick & Dupérré, 2009 — Messico
- Escaphiella chiapa Platnick & Dupérré, 2009 — Messico
- Escaphiella cidades Platnick & Dupérré, 2009 — Brasile
- Escaphiella colima Platnick & Dupérré, 2009 — Messico
- Escaphiella cristobal Platnick & Dupérré, 2009 — isole Galapagos
- Escaphiella exlineae Platnick & Dupérré, 2009 — Perù
- Escaphiella gertschi (Chickering, 1951) — Panama, Colombia, Venezuela, Giamaica, isole Galapagos
- Escaphiella gigantea Platnick & Dupérré, 2009 — Colombia
- Escaphiella hespera (Chamberlin, 1924) — USA, Messico
- Escaphiella hesperoides Platnick & Dupérré, 2009 — Brasile
- Escaphiella iguala (Gertsch & Davis, 1942) — Messico
- Escaphiella isabela Platnick & Dupérré, 2009 — isole Galapagos
- Escaphiella itys (Simon, 1893) — isole Cayman, Giamaica, Curaçao, Venezuela
- Escaphiella litoris (Chamberlin, 1924) — USA, Messico
- Escaphiella maculosa Platnick & Dupérré, 2009 — Brasile
- Escaphiella magna Platnick & Dupérré, 2009 — Messico
- Escaphiella morro Platnick & Dupérré, 2009 — Brasile
- Escaphiella nayarit Platnick & Dupérré, 2009 — Messico
- Escaphiella nye Platnick & Dupérré, 2009 — USA
- Escaphiella ocoa Platnick & Dupérré, 2009 — Cile
- Escaphiella olivacea Platnick & Dupérré, 2009 — Messico
- Escaphiella peckorum Platnick & Dupérré, 2009 — Argentina
- Escaphiella pocone Platnick & Dupérré, 2009 — Brasile
- Escaphiella ramirezi Platnick & Dupérré, 2009 — Argentina, Uruguay
- Escaphiella schmidti (Reimoser, 1939) — Nicaragua, Costarica
- Escaphiella tayrona Platnick & Dupérré, 2009 — Colombia
- Escaphiella tonila Platnick & Dupérré, 2009 — Messico
- Escaphiella viquezi Platnick & Dupérré, 2009 — Honduras, Nicaragua

## Farqua
Farqua Saaristo, 2001
- Farqua quadrimaculata Saaristo, 2001 — Isole Farquhar (Isole Seychelles)

## Gamasomorpha
Gamasomorpha Karsch, 1881
- Gamasomorpha anhuiensis Song & Xu, 1984 — Cina
- Gamasomorpha arabica Simon, 1893 — Medio Oriente
- Gamasomorpha asterobothros Eichenberger, 2011 — Sumatra
- Gamasomorpha austera Simon, 1898 — Isole Seychelles
- Gamasomorpha australis Hewitt, 1915 — Sudafrica
- Gamasomorpha barbifera Tong & Li, 2007 — Cina
- Gamasomorpha bipeltis (Thorell, 1895) — Myanmar
- Gamasomorpha brasiliana Bristowe, 1938 — Brasile
- Gamasomorpha camelina Simon, 1893 — Singapore
- Gamasomorpha cataphracta Karsch, 1881 — Corea, Taiwan, Giappone, Filippine
- Gamasomorpha clarki Hickman, 1950 — Australia
- Gamasomorpha clypeolaria Simon, 1907 — India
- Gamasomorpha comosa Tong & Li, 2009 — Cina
- Gamasomorpha coniacris Eichenberger, 2011 — Malesia, isole Bintan
- Gamasomorpha deksam Saaristo & van Harten, 2002 — Socotra
- Gamasomorpha fricki Eichenberger, 2011 — Vietnam
- Gamasomorpha gershomi Saaristo, 2007 — Israele
- Gamasomorpha humicola Lawrence, 1947 — Sudafrica
- Gamasomorpha humilis Mello-Leitão, 1920 — Brasile
- Gamasomorpha inclusa (Thorell, 1887) — Myanmar
- Gamasomorpha insomnia Eichenberger, 2011 — Thailandia, Malesia, Borneo, Celebes, Nuova Guinea
- Gamasomorpha insularis Simon, 1907 — Madeira, Bioko (Golfo di Guinea), São Tomé, Isola di Sant'Elena, Mauritius, Yemen, Isole Seychelles
- Gamasomorpha jeanneli Fage, 1936 — Kenya
- Gamasomorpha kabulensis Roewer, 1960 — Afghanistan
- Gamasomorpha keri Eichenberger, 2011 — Sumatra
- Gamasomorpha kraepelini Simon, 1905 — Giava
- Gamasomorpha kusumii Komatsu, 1963 — Giappone
- Gamasomorpha lalana Suman, 1965 — Hawaii
- Gamasomorpha linzhiensis Hu, 2001 — Cina
- Gamasomorpha longisetosa Lawrence, 1952 — Sudafrica
- Gamasomorpha lutzi (Petrunkevitch, 1929) — dagli USA a Panama, Indie Occidentali
- Gamasomorpha maschwitzi Wunderlich, 1995 — Malaysia
- Gamasomorpha microps Simon, 1907 — Sri Lanka
- Gamasomorpha mornensis Benoit, 1979 — Isole Seychelles
- Gamasomorpha m-scripta Birabén, 1954 — Argentina
- Gamasomorpha nigrilineata Xu, 1986 — Cina
- Gamasomorpha nitida Simon, 1893 — Filippine
- Gamasomorpha ophiria Eichenberger, 2011 — Malesia
- Gamasomorpha parmata (Thorell, 1890) — Sumatra, Giava, Lombok (Indonesia)
- Gamasomorpha patquiana Birabén, 1954 — Argentina
- Gamasomorpha petoteca Eichenberger, 2011 — Sumatra
- Gamasomorpha plana (Keyserling, 1883) — Perù
- Gamasomorpha platensis Birabén, 1954 — Argentina
- Gamasomorpha porcina Simon, 1909 — Vietnam
- Gamasomorpha psyllodes Thorell, 1897 — Myanmar
- Gamasomorpha puberula (Simon, 1893) — Venezuela
- Gamasomorpha pusilla Berland, 1914 — Africa orientale
- Gamasomorpha raya Eichenberger, 2011 — Malesia, isole Bintan
- Gamasomorpha rufa Banks, 1898 — Messico
- Gamasomorpha schmilingi Eichenberger, 2011 — Malesia, Bali
- Gamasomorpha sculptilis Thorell, 1897 — Myanmar
- Gamasomorpha semitecta Simon, 1907 — Sumatra
- Gamasomorpha servula Simon, 1908 — Australia occidentale
- Gamasomorpha seximpressa Simon, 1907 — Giava
- Gamasomorpha silvestris (Simon, 1893) — Venezuela
- Gamasomorpha simplex (Simon, 1891) — Isola Saint Vincent
- Gamasomorpha squalens Eichenberger, 2011 — Malesia
- Gamasomorpha subclathrata Simon, 1907 — Sri Lanka
- Gamasomorpha taprobanica Simon, 1893 — India, Sri Lanka
- Gamasomorpha testudinella Berland, 1914 — Africa orientale
- Gamasomorpha tovarensis (Simon, 1893) — Venezuela
- Gamasomorpha vianai Birabén, 1954 — Argentina
- Gamasomorpha virgulata Tong & Li, 2009 — Cina
- Gamasomorpha wasmanniae Mello-Leitão, 1939 — Argentina

## Grymeus
Grymeus Harvey, 1987
- Grymeus barbatus Harvey, 1987 — Australia meridionale
- Grymeus robertsi Harvey, 1987 — Victoria
- Grymeus yanga Harvey, 1987 — Victoria, Nuovo Galles del Sud

## Guaraguaoonops
Guaraguaoonops Brescovit, Rheims & Bonaldo, 2012
- Guaraguaoonops hemhem Brescovit, Rheims & Bonaldo, 2012 — Brasile
- Guaraguaoonops humbom Brescovit, Rheims & Bonaldo, 2012 — Brasile

## Heteroonops
Heteroonops Dalmas, 1916
- Heteroonops andros Platnick & Dupérré, 2009 — isole Bahama
- Heteroonops castelloides Platnick & Dupérré, 2009 — Hispaniola
- Heteroonops castellus (Chickering, 1971) — Portorico, isole Vergini
- Heteroonops colombi Dumitrescu & Georgescu, 1983 — Cuba
- Heteroonops croxi Platnick & Dupérré, 2009 — isole Vergini
- Heteroonops iviei Platnick & Dupérré, 2009 — Hispaniola
- Heteroonops macaque Platnick & Dupérré, 2009 — Dominica
- Heteroonops murphyorum Platnick & Dupérré, 2009 — Costarica
- Heteroonops saba Platnick & Dupérré, 2009 — isola di Saba e isola Montserrat
- Heteroonops singulus (Gertsch & Davis, 1942) — Messico
- Heteroonops spinigata Platnick & Dupérré, 2009 — Giamaica
- Heteroonops spinimanus (Simon, 1891) — originario della fascia intertropicale, introdotto altrove
- Heteroonops toro Platnick & Dupérré, 2009 — Portorico
- Heteroonops validus (Bryant, 1948) — Hispaniola
- Heteroonops vega Platnick & Dupérré, 2009 — Hispaniola

## Hortoonops
Hortoonops Platnick & Dupérré, 2012
- Hortoonops excavatus Platnick & Dupérré, 2012 — Hispaniola
- Hortoonops lucradus (Chickering, 1969) — isole Vergini
- Hortoonops portoricensis (Petrunkevitch, 1929) — Portorico

## Hypnoonops
Hypnoonops Benoit, 1977
- Hypnoonops lejeunei Benoit, 1977 — Congo

## Hytanis
Hytanis Simon, 1893
- Hytanis oblonga Simon, 1893 — Venezuela

## Ischnothyreus
Ischnothyreus Simon, 1893
- Ischnothyreus aculeatus (Simon, 1893) — Sumatra, Filippine
- Ischnothyreus auritus Tong & Li, 2012 — Cina
- Ischnothyreus balu Kranz-Baltensperger, 2011 — Borneo
- Ischnothyreus barus Kranz-Baltensperger, 2011 — Borneo
- Ischnothyreus bipartitus Simon, 1893 — Sri Lanka
- Ischnothyreus browni Chickering, 1968 — Costa Rica
- Ischnothyreus campanaceus Tong & Li, 2008 — Cina
- Ischnothyreus danum Kranz-Baltensperger, 2011 — Borneo
- Ischnothyreus darwini Edward & Harvey, 2009 — Territorio del Nord
- Ischnothyreus deccanensis Tikader & Malhotra, 1974 — India
- Ischnothyreus deelemanae Kranz-Baltensperger, 2011 — Borneo
- Ischnothyreus elvis Kranz-Baltensperger, 2011 — Borneo
- Ischnothyreus falcatus Tong & Li, 2008 — Cina
- Ischnothyreus falcifer Kranz-Baltensperger, 2011 — Borneo
- Ischnothyreus flabellifer Kranz-Baltensperger, 2011 — Borneo
- Ischnothyreus flagellichelis Xu, 1989 — Cina
- Ischnothyreus flippi Kranz-Baltensperger, 2011 — Borneo
- Ischnothyreus florifer Kranz-Baltensperger, 2011 — Borneo
- Ischnothyreus fobor Kranz-Baltensperger, 2011 — Borneo
- Ischnothyreus hanae Tong & Li, 2008 — Cina
- Ischnothyreus hooki Kranz-Baltensperger, 2011 — Borneo
- Ischnothyreus jivani Benoit, 1979 — isole Seychelles
- Ischnothyreus jojo Kranz-Baltensperger, 2011 — Borneo
- Ischnothyreus kalimantan Kranz-Baltensperger, 2011 — Borneo
- Ischnothyreus khamis Saaristo & van Harten, 2006 — Yemen
- Ischnothyreus lanutoo Marples, 1955 — Isole Samoa
- Ischnothyreus linzhiensis Hu, 2001 — Cina
- Ischnothyreus lymphaseus Simon, 1893 — Sri Lanka
- Ischnothyreus matang Kranz-Baltensperger, 2011 — Borneo
- Ischnothyreus mulumi Kranz-Baltensperger, 2011 — Borneo
- Ischnothyreus namo Kranz-Baltensperger, 2012 — Malesia
- Ischnothyreus narutomii (Nakatsudi, 1942) — Cina, Taiwan, Giappone
- Ischnothyreus pacificus Roewer, 1963 — Micronesia
- Ischnothyreus peltifer (Simon, 1891) — dagli Usa a Panama, Indie Occidentali, Isola di Sant'Elena, Yemen, Cina, Taiwan, Hawaii
- Ischnothyreus qianlongae Tong & Li, 2008 — Cina
- Ischnothyreus rex Kranz-Baltensperger, 2011 — Borneo
- Ischnothyreus serapii Kranz-Baltensperger, 2011 — Borneo
- Ischnothyreus serpentinum Saaristo, 2001 — Isole Seychelles
- Ischnothyreus shillongensis Tikader, 1968 — India, Bhutan
- Ischnothyreus spineus Tong & Li, 2012 — Cina
- Ischnothyreus subaculeatus Roewer, 1938 — Arcipelago delle Molucche
- Ischnothyreus tekek Kranz-Baltensperger, 2012 — Malesia
- Ischnothyreus tioman Kranz-Baltensperger, 2012 — Malesia
- Ischnothyreus velox Jackson, 1908 — Isole Seychelles, Egitto, Europa (introdotto)
- Ischnothyreus xui Tong & Li, 2012 — Cina
- Ischnothyreus yuanyeae Tong & Li, 2012 — Cina
- Ischnothyreus yueluensis Yin & Wang, 1984 — Cina

## Kapitia
Kapitia Forster, 1956
- Kapitia obscura Forster, 1956 — Nuova Zelanda

## Khamisia
Khamisia Saaristo & van Harten, 2006
- Khamisia banisad Saaristo & van Harten, 2006 — Yemen

## Kijabe
Kijabe Berland, 1914
- Kijabe ensifera Caporiacco, 1949 — Kenya
- Kijabe paradoxa Berland, 1914 — Africa orientale

## Lionneta
Lionneta Benoit, 1979
- Lionneta gerlachi Saaristo, 2001 — Isole Seychelles
- Lionneta mahensis Benoit, 1979 — Isole Seychelles
- Lionneta orophila (Benoit, 1979) — Isole Seychelles
- Lionneta praslinensis Benoit, 1979 — Isole Seychelles
- Lionneta savyi (Benoit, 1979) — Isole Seychelles
- Lionneta sechellensis Benoit, 1979 — Isole Seychelles
- Lionneta silhouettei Benoit, 1979 — Isole Seychelles
- Lionneta veli Saaristo, 2002 — Isole Seychelles

## Longoonops
Longoonops Platnick & Dupérré, 2010
- Longoonops bicolor Platnick & Dupérré, 2010 — Nicaragua, Costarica
- Longoonops chickeringi Platnick & Dupérré, 2010 — Panama
- Longoonops ellae Platnick, Dupérré & Berniker, 2013 — Cuba
- Longoonops gorda Platnick & Dupérré, 2010 — isole Vergini
- Longoonops noctucus (Chickering, 1969) — isole Vergini
- Longoonops padiscus (chickering, 1969) — Giamaica

## Lucetia
Lucetia Dumitrescu & Georgescu, 1983
- Lucetia distincta Dumitrescu & Georgescu, 1983 — Cuba, Venezuela

## Malagiella
Malagiella Ubick & Griswold, 2011
- Malagiella ambalavo Ubick & Griswold, 2011 — Madagascar
- Malagiella andringitra Ubick & Griswold, 2011 — Madagascar
- Malagiella fisheri Ubick & Griswold, 2011 — Madagascar
- Malagiella goodmani Ubick & Griswold, 2011 — Madagascar
- Malagiella nikina Ubick & Griswold, 2011 — Madagascar
- Malagiella ranavalona Ubick & Griswold, 2011 — Madagascar
- Malagiella ranomafana Ubick & Griswold, 2011 — Madagascar
- Malagiella toliara Ubick & Griswold, 2011 — Madagascar
- Malagiella valterova Ubick & Griswold, 2011 — Madagascar
- Malagiella vohiparara Ubick & Griswold, 2011 — Madagascar

## Megabulbus
Megabulbus Saaristo, 2007
- Megabulbus sansan Saaristo, 2007 — Israele

## Megaoonops
Megaoonops Saaristo, 2007
- Megaoonops avrona Saaristo, 2007 — Israele

## Melchisedec
Melchisedec Fannes, 2010
- Melchisedec birni Fannes, 2010 — Niger
- Melchisedec thevenot Fannes, 2010 — Africa occidentale e orientale

## Molotra
Molotra Ubick & Griswold, 2011
- Molotra katarinae Ubick & Griswold, 2011 — Madagascar
- Molotra milloti Ubick & Griswold, 2011 — Madagascar
- Molotra molotra Ubick & Griswold, 2011 — Madagascar
- Molotra ninae Ubick & Griswold, 2011 — Madagascar
- Molotra suzannae Ubick & Griswold, 2011 — Madagascar
- Molotra tsingy Ubick & Griswold, 2011 — Madagascar

## Neoxyphinus
Neoxyphinus Birabén, 1953
- Neoxyphinus axe Abrahim & Brescovit, 2012 — Brasile
- Neoxyphinus barreirosi Abrahim & Bonaldo, 2012 — Colombia, Venezuela, Guyana, Brasile
- Neoxyphinus boibumba Abrahim & Rheims, 2012 — Brasile
- Neoxyphinus furtivus 8Chickering, 1968) — Giamaica, Trinidad, Brasile
- Neoxyphinus gregoblin Abrahim & Brescovit, 2012 — Venezuela
- Neoxyphinus hispidus (Dumitrescu & Georgescu, 1987) — Venezuela
- Neoxyphinus keyserlingi (Simon, 1907) — Brasile
- Neoxyphinus petrogoblin Abrahim & Ott, 2012 — Colombia, Ecuador, Perù, Brasile
- Neoxyphinus termitophilus (Bristowe, 1938) — Brasile, Argentina
- Neoxyphinus xyphinoides (Chamberlin & Ivie, 1942) — Guyana

## Nephrochirus
Nephrochirus Simon, 1910
- Nephrochirus copulatus Simon, 1910 — Namibia

## Niarchos
Niarchos Platnick & Dupérré, 2010
- Niarchos baehrae Platnick & Dupérré, 2010 — Ecuador
- Niarchos barragani Platnick & Dupérré, 2010 — Ecuador
- Niarchos bonaldoi Platnick & Dupérré, 2010 — Ecuador
- Niarchos cotopaxi Platnick & Dupérré, 2010 — Ecuador
- Niarchos elicioi Platnick & Dupérré, 2010 — Ecuador
- Niarchos facundoi Platnick & Dupérré, 2010 — Ecuador
- Niarchos florezi Platnick & Dupérré, 2010 — Colombia
- Niarchos foreroi Platnick & Dupérré, 2010 — Ecuador
- Niarchos grismadoi Platnick & Dupérré, 2010 — Ecuador
- Niarchos keili Platnick & Dupérré, 2010 — Ecuador
- Niarchos ligiae Platnick & Dupérré, 2010 — Ecuador
- Niarchos loja Platnick & Dupérré, 2010 — Ecuador, Perù
- Niarchos matiasi Platnick & Dupérré, 2010 — Ecuador
- Niarchos michaliki Platnick & Dupérré, 2010 — Ecuador
- Niarchos palenque Platnick & Dupérré, 2010 — Ecuador
- Niarchos ramirezi Platnick & Dupérré, 2010 — Ecuador
- Niarchos rheimsae Platnick & Dupérré, 2010 — Ecuador
- Niarchos santosi Platnick & Dupérré, 2010 — Ecuador
- Niarchos scutatus Platnick & Dupérré, 2010 — Ecuador
- Niarchos tapiai Platnick & Dupérré, 2010 — Ecuador
- Niarchos vegai Platnick & Dupérré, 2010 — Ecuador
- Niarchos wygodzinskyi Platnick & Dupérré, 2010 — Colombia

## Noideattella
Noideattella Álvarez-Padilla, Ubick & Griswold, 2012
- Noideattella amboa Álvarez-Padilla, Ubick & Griswold, 2012 — Madagascar
- Noideattella assumptia (Saaristo, 2001) — Madagascar, isola Assunzione, isole Farquar (Seychelles)
- Noideattella famafa Álvarez-Padilla, Ubick & Griswold, 2012 — Madagascar
- Noideattella fantara Álvarez-Padilla, Ubick & Griswold, 2012 — Madagascar
- Noideattella farihy Álvarez-Padilla, Ubick & Griswold, 2012 — Madagascar
- Noideattella gamela Álvarez-Padilla, Ubick & Griswold, 2012 — Madagascar
- Noideattella lakana Álvarez-Padilla, Ubick & Griswold, 2012 — Madagascar
- Noideattella mamba Álvarez-Padilla, Ubick & Griswold, 2012 — Madagascar
- Noideattella saka Álvarez-Padilla, Ubick & Griswold, 2012 — Madagascar
- Noideattella tany Álvarez-Padilla, Ubick & Griswold, 2012 — Madagascar
- Noideattella tsiba Álvarez-Padilla, Ubick & Griswold, 2012 — Madagascar

## Noonops
Noonops Platnick & Berniker, 2013
- Noonops beattyi Platnick & Berniker, 2013 — Messico
- Noonops californicus Platnick & Berniker, 2013 — USA
- Noonops chapul Platnick & Berniker, 2013 — Messico
- Noonops chilapensis (Chamberlin & Ivie, 1936) — Messico
- Noonops coachella Platnick & Berniker, 2013 — USA
- Noonops culiacan Platnick & Berniker, 2013 — Messico
- Noonops floridanus (Chamberlin & Ivie, 1935) — USA, isole Bahama
- Noonops furtivus (Gertsch, 1936) — USA, Messico
- Noonops iviei Platnick & Berniker, 2013 — Messico
- Noonops joshua Platnick & Berniker, 2013 — USA
- Noonops mesa Platnick & Berniker, 2013 — Messico
- Noonops minutus Platnick & Berniker, 2013 — Messico
- Noonops miraflores Platnick & Berniker, 2013 — Messico
- Noonops mortero Platnick & Berniker, 2013 — USA
- Noonops naci Platnick & Berniker, 2013 — Messico
- Noonops ocotillo Platnick & Berniker, 2013 — USA
- Noonops puebla (Gertsch & David, 1942) — Messico
- Noonops skinner Platnick & Berniker, 2013 — USA
- Noonops sonora (Gertsch & David, 1942) — USA, Messico
- Noonops tarantula Platnick & Berniker, 2013 — Messico
- Noonops taxquillo Platnick & Berniker, 2013 — Messico
- Noonops tonila Platnick & Berniker, 2013 — Messico
- Noonops willisi Platnick & Berniker, 2013 — Messico

## Oonopinus
Oonopinus Simon, 1893
- Oonopinus angustatus (Simon, 1882) — Spagna, Francia, Corsica, Algeria
- Oonopinus aurantiacus Simon, 1893 — Venezuela
- Oonopinus bistriatus Simon, 1907 — Sierra Leone
- Oonopinus corneus Tong & Li, 2008 — Cina
- Oonopinus ionicus Brignoli, 1979 — Grecia
- Oonopinus kilikus Suman, 1965 — Isole Seychelles, Hawaii
- Oonopinus oceanicus Marples, 1955 — Isole Samoa, Isola Niue (Nuova Zelanda)
- Oonopinus pilulus Suman, 1965 — Cina, Hawaii
- Oonopinus pruvotae Berland, 1929 — Nuova Caledonia

## Oonopoides
Oonopoides Bryant, 1940
- Oonopoides bolivari Dumitrescu & Georgescu, 1987 — Venezuela
- Oonopoides cavernicola Dumitrescu & Georgescu, 1983 — Cuba
- Oonopoides habanensis Dumitrescu & Georgescu, 1983 — Cuba
- Oonopoides humboldti Dumitrescu & Georgescu, 1983 — Cuba
- Oonopoides maxillaris Bryant, 1940 — Cuba
- Oonopoides orghidani Dumitrescu & Georgescu, 1983 — Cuba
- Oonopoides pilosus Dumitrescu & Georgescu, 1983 — Cuba
- Oonopoides singularis Dumitrescu & Georgescu, 1983 — Cuba
- Oonopoides zullinii Brignoli, 1974 — Messico

## Oonops
Oonops Templeton, 1835
- Oonops acanthopus Simon, 1907 — Brasile
- Oonops alticola Berland, 1914 — Africa orientale
- Oonops amacus Chickering, 1970 — Trinidad
- Oonops amoenus Dalmas, 1916 — Francia
- Oonops anoxus Chickering, 1970 — Panama
- Oonops aristelus Chickering, 1972 — Antigua
- Oonops balanus Chickering, 1971 — Indie Occidentali
- Oonops caecus Benoit, 1975 — Lesotho
- Oonops chickeringi Brignoli, 1974 — Messico
- Oonops citrinus Berland, 1914 — Africa orientale
- Oonops cubanus Dumitrescu & Georgescu, 1983 — Cuba
- Oonops cuervus Gertsch & Davis, 1942 — Messico
- Oonops domesticus Dalmas, 1916 — dall'Europa occidentale alla Russia
- Oonops donaldi Chickering, 1951 — Panama
- Oonops ebenecus Chickering, 1972 — Porto Rico
- Oonops endicus Chickering, 1971 — Isole Bahama
- Oonops erinaceus Benoit, 1977 — Isola di Sant'Elena
- Oonops figuratus Simon, 1891 — Isola Saint Vincent, Venezuela
- Oonops globimanus Simon, 1891 — Isola Saint Vincent, Venezuela
- Oonops hasselti Strand, 1906 — Scandinavia
- Oonops itascus Chickering, 1970 — Trinidad
- Oonops leai Rainbow, 1920 — Isola Lord Howe
- Oonops leitaoni Bristowe, 1938 — Brasile
- Oonops longespinosus Denis, 1937 — Algeria
- Oonops longipes Berland, 1914 — Africa orientale
- Oonops loxoscelinus Simon, 1893 — Venezuela
- Oonops lubricus Dalmas, 1916 — Francia
- Oonops mahnerti Brignoli, 1974 — Grecia
- Oonops mckenziei Gertsch, 1977 — Messico
- Oonops minutus Dumitrescu & Georgescu, 1983 — Cuba
- Oonops mitchelli Gertsch, 1977 — Messico
- Oonops nigromaculatus Mello-Leitão, 1944 — Argentina
- Oonops oblucus Chickering, 1972 — Giamaica
- Oonops olitor Simon, 1910 — Algeria
- Oonops ornatus Chickering, 1970 — Panama
- Oonops pallidulus (Chickering, 1951) — Panama, Giamaica
- Oonops persitus Chickering, 1970 — Panama
- Oonops petulans Gertsch & Davis, 1942 — Messico
- Oonops placidus Dalmas, 1916 — Francia
  - Oonops placidus corsicus Dalmas, 1916 — Francia, Italia
- Oonops procerus Simon, 1882 — Francia, Spagna
- Oonops propinquus Dumitrescu & Georgescu, 1983 — Cuba
- Oonops pulcher Templeton, 1835 — dall'Europa all'Ucraina, Africa settentrionale, Tasmania
  - Oonops pulcher hispanicus Dalmas, 1916 — Spagna
- Oonops pulicarius Simon, 1891 — Isola Saint Vincent, Venezuela
- Oonops reddelli Gertsch, 1977 — Messico
- Oonops reticulatus Petrunkevitch, 1925 — Costa Rica, Panama, Porto Rico, Trinidad
- Oonops ronoxus Chickering, 1971 — Isole Vergini
- Oonops rowlandi Gertsch, 1977 — Messico
- Oonops sativus Chickering, 1970 — Trinidad
- Oonops secretus Gertsch, 1936 — USA
- Oonops sicorius Chickering, 1970 — Curaçao (mar dei Caraibi)
- Oonops stylifer Gertsch, 1936 — USA
- Oonops tectulus Chickering, 1970 — Trinidad
- Oonops tenebus Chickering, 1970 — Panama
- Oonops tolucanus Gertsch & Davis, 1942 — Messico
- Oonops trapellus Chickering, 1970 — Trinidad
- Oonops triangulipes Karsch, 1881 — Micronesia
- Oonops tubulatus Dalmas, 1916 — Portogallo, Algeria
- Oonops tucumanus Simon, 1907 — Argentina
- Oonops validus Bryant, 1948 — Hispaniola
- Oonops vestus Chickering, 1970 — Trinidad
- Oonops viridans Bryant, 1942 — Porto Rico
- Oonops zeteki Chickering, 1951 — Panama

## Opopaea
Opopaea Simon, 1891
- Opopaea alje Saaristo & Marusik, 2008 — Tanzania
- Opopaea antoniae Baehr, 2011 — Queensland
- Opopaea banksi (Hickman, 1950) — Australia
- Opopaea batanguena Barrion & Litsinger, 1995 — Filippine
- Opopaea berlandi (Simon & Fage, 1922) — Africa orientale
- Opopaea botswana Saaristo & Marusik, 2008 — Botswana
- Opopaea calona Chickering, 1969 — USA
- Opopaea concolor (Blackwall, 1859) — Madeira, Isole Canarie, Yemen
- Opopaea cornuta Yin & Wang, 1984 — Cina
- Opopaea deserticola Simon, 1891 — USA, Indie Occidentali, Isole Seychelles
- Opopaea diaolaushan Tong & Li, 2010 — Cina
- Opopaea ectognophus Harvey & Edward, 2007 — Australia occidentale
- Opopaea euphorbicola Strand, 1909 — Isola Ascensione
- Opopaea floridana (Banks, 1896) — USA
- Opopaea foveolata Roewer, 1963 — Micronesia
- Opopaea furcula Tong & Li, 2010 — Cina
- Opopaea gabon Saaristo & Marusik, 2008 — Gabon
- Opopaea gaborone Saaristo & Marusik, 2008 — Botswana
- Opopaea gibbifera Tong & Li, 2008 — Cina
- Opopaea hoplites (Berland, 1914) — Africa orientale
- Opopaea ita Ott, 2003 — Brasile
- Opopaea jonesae Baehr, 2011 — Queensland
- Opopaea kulczynskii (Berland, 1914) — Africa orientale
- Opopaea leica Baehr, 2011 — Queensland
- Opopaea lingua Saaristo, 2007 — Israele
- Opopaea margaritae (Denis, 1947) — Egitto
- Opopaea mattica Simon, 1893 — Gabon
- Opopaea media Song & Xu, 1984 — Cina
- Opopaea meditata Gertsch & Davis, 1936 — USA
- Opopaea nibasa Saaristo & van Harten, 2006 — Yemen
- Opopaea olivernashi Baehr, 2011 — Queensland
- Opopaea phineus Harvey & Edward, 2007 — Australia occidentale
- Opopaea plumula Yin & Wang, 1984 — Cina
- Opopaea probosciella Saaristo, 2001 — Isole Seychelles
- Opopaea punctata (O. P.-Cambridge, 1872) — Libano, Israele
- Opopaea rogerkitchingi Baehr, 2011 — Queensland
- Opopaea saaristoi Wunderlich, 2011 — Cipro
- Opopaea sallami Saaristo & van Harten, 2006 — Yemen
- Opopaea sanaa Saaristo & van Harten, 2006 — Yemen
- Opopaea santschii Brignoli, 1974 — Tunisia, Cipro, Israele
- Opopaea sanya Tong & Li, 2010 — Cina
- Opopaea sauteri Brignoli, 1974 — Taiwan
- Opopaea sedata Gertsch & Mulaik, 1940 — USA
- Opopaea shanasi Saaristo, 2007 — Israele
- Opopaea silhouettei (Benoit, 1979) — Isole Seychelles, Rapa Nui (Isola di Pasqua)
- Opopaea simoni (Berland, 1914) — Africa orientale
- Opopaea sown Baehr, 2011 — Queensland
- Opopaea speciosa (Lawrence, 1952) — Sudafrica, Yemen
- Opopaea speighti Baehr, 2011 — Queensland
- Opopaea spinosa Saaristo & van Harten, 2006 — Yemen
- Opopaea sponsa Brignoli, 1978 — Bhutan
- Opopaea sudan Saaristo & Marusik, 2008 — Sudan
- Opopaea suspecta Saaristo, 2002 — Isole Seychelles
- Opopaea syarakui (Komatsu, 1967) — Giappone
- Opopaea viamao Ott, 2003 — Brasile
- Opopaea vitrispina Tong & Li, 2010 — Cina
- Opopaea yukii Baehr, 2011 — Queensland

## Orchestina
Orchestina Simon, 1882
- Orchestina acaciae Henrard & Jocqué, 2012 — Tanzania
- Orchestina aerumnae Brignoli, 1978 — Bhutan
- Orchestina algerica Dalmas, 1916 — Algeria
- Orchestina ampulla Henrard & Jocqué, 2012 — Tanzania
- Orchestina arabica Dalmas, 1916 — Yemen
- Orchestina aureola Tong & Li, 2011 — Cina
- Orchestina bedu Saaristo & van Harten, 2002 — Socotra
- Orchestina cincta Simon, 1893 — Sudafrica
- Orchestina clavigera Henrard & Jocqué, 2012 — Kenya
- Orchestina clavulata Tong & Li, 2011 — Cina
- Orchestina codalmasi Wunderlich, 2011 — Malesia
- Orchestina communis Henrard & Jocqué, 2012 — dal Ghana al Kenya
- Orchestina cornuta Henrard & Jocqué, 2012 — Camerun
- Orchestina crypta Henrard & Jocqué, 2012 — Congo
- Orchestina dalmasi Denis, 1956 — Marocco
- Orchestina debakkeri Henrard & Jocqué, 2012 — Ghana
- Orchestina dentifera Simon, 1893 — Sri Lanka
- Orchestina dubia O. P.-Cambridge, 1911 — Gran Bretagna (introdotto)
- Orchestina ebriola Brignoli, 1972 — Grecia
- Orchestina elegans Simon, 1893 — Filippine
- Orchestina fannesi Henrard & Jocqué, 2012 — Namibia, Sudafrica
- Orchestina flagella Saaristo & van Harten, 2006 — Yemen
- Orchestina flava Ono, 2005 — Giappone
- Orchestina foa Saaristo & van Harten, 2002 — Socotra
- Orchestina fractipes Henrard & Jocqué, 2012 — Africa occidentale e centrale
- Orchestina furcillata Wunderlich, 2008 — Isole Azzorre
- Orchestina gibbotibialis Henrard & Jocqué, 2012 — Kenya
- Orchestina gigabulbus Henrard & Jocqué, 2012 — Ghana
- Orchestina hammamali Saaristo & van Harten, 2006 — Yemen
- Orchestina intricata Henrard & Jocqué, 2012 — Somalia, Tanzania
- Orchestina justini Saaristo, 2001 — Isole Seychelles
- Orchestina kasuku Henrard & Jocqué, 2012 — Congo
- Orchestina lahj Saaristo & van Harten, 2006 — Yemen
- Orchestina lanceolata Henrard & Jocqué, 2012 — Camerun
- Orchestina launcestoniensis Hickman, 1932 — Tasmania
- Orchestina longipes Dalmas, 1922 — Italia
- Orchestina macrofoliata Henrard & Jocqué, 2012 — Congo
- Orchestina manicata Simon, 1893 — Yemen, Sri Lanka, Vietnam
- Orchestina maureen Saaristo, 2001 — Isole Seychelles
- Orchestina microfoliata Henrard & Jocqué, 2012 — Congo, Uganda
- Orchestina minutissima Denis, 1937 — Algeria
- Orchestina mirabilis Saaristo & van Harten, 2006 — Yemen
- Orchestina moaba Chamberlin & Ivie, 1935 — USA
- Orchestina nadleri Chickering, 1969 — USA
- Orchestina obscura Chamberlin & Ivie, 1942 — USA
- Orchestina okitsui Oi, 1958 — Giappone
- Orchestina paupercula Dalmas, 1916 — Gabon
- Orchestina pavesii (Simon, 1873) — dalla Spagna alla Slovacchia, Bulgaria, Algeria, Isole Canarie, Egitto, Yemen
- Orchestina pavesiiformis Saaristo, 2007 — Israele
- Orchestina pilifera Dalmas, 1916 — Sri Lanka
- Orchestina probosciformis Henrard & Jocqué, 2012 — Congo, Uganda
- Orchestina saaristoi Henrard & Jocqué, 2012 — Nigeria, Congo, Yemen
- Orchestina saltabunda Simon, 1893 — Venezuela
- Orchestina saltitans Banks, 1894 — USA
- Orchestina sanguinea Oi, 1955 — Giappone
- Orchestina sechellorum Benoit, 1979 — Isole Seychelles
- Orchestina sedotmikha Saaristo, 2007 — Israele
- Orchestina setosa Dalmas, 1916 — Francia, Italia
- Orchestina simoni Dalmas, 1916 — Francia, Italia, Grecia
- Orchestina sinensis Xu, 1987 — Cina
- Orchestina storozhenkoi (Saaristo & Marusik, 2004) — Russia
- Orchestina striata Simon, 1909 — Vietnam
- Orchestina thoracica Xu, 1987 — Cina
- Orchestina topcui Danisman & Cosar, 2012 — Turchia
- Orchestina truncatula Tong & Li, 2011 — Cina
- Orchestina tubifera Simon, 1893 — Sri Lanka
- Orchestina tubulata Tong & Li, 2011 — Cina
- Orchestina utahana Chamberlin & Ivie, 1935 — USA
- Orchestina vainuia Marples, 1955 — Isole Samoa
- Orchestina yinggezui Tong & Li, 2011 — Cina
- Orchestina zhengi Tong & Li, 2011 — Cina

## Ovobulbus
Ovobulbus Saaristo, 2007
- Ovobulbus boker Saaristo, 2007 — Israele
- Ovobulbus bokerella Saaristo, 2007 — Egitto, Israele
- Ovobulbus elot Saaristo, 2007 — Israele

## Paradysderina
Paradysderina Platnick & Dupérré, 2011
- Paradysderina apurimac Platnick & Dupérré, 2011 — Perù
- Paradysderina asymmetrica Platnick & Dupérré, 2011 — Perù
- Paradysderina baehrae Platnick & Dupérré, 2011 — Ecuador
- Paradysderina bagua Platnick & Dupérré, 2011 — Perù
- Paradysderina boyaca Platnick & Dupérré, 2011 — Colombia
- Paradysderina carpish Platnick & Dupérré, 2011 — Perù
- Paradysderina carrizal Platnick & Dupérré, 2011 — Colombia
- Paradysderina centro Platnick & Dupérré, 2011 — Ecuador
- Paradysderina chinacota Platnick & Dupérré, 2011 — Colombia
- Paradysderina chingaza Platnick & Dupérré, 2011 — Colombia
- Paradysderina consuelo Platnick & Dupérré, 2011 — Perù
- Paradysderina convencion Platnick & Dupérré, 2011 — Perù
- Paradysderina dracula Platnick & Dupérré, 2011 — Ecuador
- Paradysderina excavata Platnick & Dupérré, 2011 — Perù
- Paradysderina fatima Platnick & Dupérré, 2011 — Perù
- Paradysderina fusiscuta Platnick & Dupérré, 2011 — Ecuador
- Paradysderina globosa (Keyserling, 1877) — Colombia, Perù
- Paradysderina hermani Platnick & Dupérré, 2011 — Ecuador
- Paradysderina huila Platnick & Dupérré, 2011 — Colombia
- Paradysderina imir Platnick & Dupérré, 2011 — Colombia
- Paradysderina lefty Platnick & Dupérré, 2011 — Ecuador
- Paradysderina leticia Platnick & Dupérré, 2011 — Colombia
- Paradysderina loreto Platnick & Dupérré, 2011 — Perù, Brasile
- Paradysderina lostayos Platnick & Dupérré, 2011 — Ecuador
- Paradysderina macho Platnick & Dupérré, 2011 — Perù
- Paradysderina maldonado Platnick & Dupérré, 2011 — Perù
- Paradysderina malkini Platnick & Dupérré, 2011 — Perù
- Paradysderina monstrosa Platnick & Dupérré, 2011 — Colombia
- Paradysderina montana (Keyserling, 1883) — Perù
- Paradysderina newtoni Platnick & Dupérré, 2011 — Perù
- Paradysderina pecki Platnick & Dupérré, 2011 — Ecuador
- Paradysderina pinzoni Platnick & Dupérré, 2011 — Colombia
- Paradysderina pira Platnick & Dupérré, 2011 — Colombia
- Paradysderina pithecia Platnick & Dupérré, 2011 — Perù
- Paradysderina piura Platnick & Dupérré, 2011 — Perù
- Paradysderina puyo Platnick & Dupérré, 2011 — Ecuador
- Paradysderina righty Platnick & Dupérré, 2011 — Ecuador
- Paradysderina rothae Platnick & Dupérré, 2011 — Perù
- Paradysderina sauce Platnick & Dupérré, 2011 — Perù
- Paradysderina schizo Platnick & Dupérré, 2011 — Perù
- Paradysderina silvae Platnick & Dupérré, 2011 — Perù
- Paradysderina sucumbios Platnick & Dupérré, 2011 — Ecuador
- Paradysderina tabaconas Platnick & Dupérré, 2011 — Perù
- Paradysderina tambo Platnick & Dupérré, 2011 — Perù
- Paradysderina tambopata Platnick & Dupérré, 2011 — Perù
- Paradysderina thayerae Platnick & Dupérré, 2011 — Perù
- Paradysderina vaupes Platnick & Dupérré, 2011 — Colombia
- Paradysderina vlad Platnick & Dupérré, 2011 — Ecuador
- Paradysderina watrousi Platnick & Dupérré, 2011 — Perù
- Paradysderina wygodzynskyi Platnick & Dupérré, 2011 — Perù
- Paradysderina yanayacu Platnick & Dupérré, 2011 — Ecuador
- Paradysderina yasua Platnick & Dupérré, 2011 — Perù
- Paradysderina yasuni Platnick & Dupérré, 2011 — Ecuador
- Paradysderina zamora Platnick & Dupérré, 2011 — Ecuador

## Patri
Patri Saaristo, 2001
- Patri david (Benoit, 1979) — Isole Seychelles

## Pelicinus
Pelicinus Simon, 1891
- Pelicinus amrishi (Makhan & Ezzatpanah, 2011) — Iran
- Pelicinus churchillae Platnick et al., 2012 — Isole Salomone
- Pelicinus damieu Platnick et al., 2012 — Nuova Caledonia
- Pelicinus deelemanae Platnick et al., 2012 — Thailandia
- Pelicinus duong Platnick et al., 2012 — Vietnam
- Pelicinus johor Platnick et al., 2012 — Malesia
- Pelicinus khao Platnick et al., 2012 — Thailandia
- Pelicinus koghis Platnick et al., 2012 — Nuova Caledonia
- Pelicinus lachivala Platnick et al., 2012 — India
- Pelicinus madurai Platnick et al., 2012 — India
- Pelicinus marmoratus Simon, 1891 — Isola Saint Vincent
- Pelicinus monteithi Platnick et al., 2012 — Nuova Caledonia
- Pelicinus penang Platnick et al., 2012 — Malesia
- Pelicinus raveni Platnick et al., 2012 — Isole Figi
- Pelicinus saaristoi Platnick et al., 2012 — Australia occidentale
- Pelicinus sayam Platnick et al., 2012 — Thailandia
- Pelicinus schwendingeri Platnick et al., 2012 — Thailandia
- Pelicinus sengleti Platnick et al., 2012 — Iran
- Pelicinus tham Platnick et al., 2012 — Laos

## Pescennina
Pescennina Simon, 1903
- Pescennina arborea Platnick & Dupérré, 2011 — Panama, Colombia, Ecuador
- Pescennina cupida (Keyserling, 1881) — Colombia
- Pescennina epularis Simon, 1903 — Venezuela
- Pescennina fusca Platnick & Dupérré, 2011 — Panama
- Pescennina gertschi Platnick & Dupérré, 2011 — Messico
- Pescennina grismadoi Platnick & Dupérré, 2011 — Bolivia
- Pescennina ibarrai Platnick & Dupérré, 2011 — Messico
- Pescennina iviei Platnick & Dupérré, 2011 — Messico
- Pescennina laselva Platnick & Dupérré, 2011 — Costarica, Panama
- Pescennina loreto Platnick & Dupérré, 2011 — Perù
- Pescennina magdalena Platnick & Dupérré, 2011 — Colombia
- Pescennina murphyorum Platnick & Dupérré, 2011 — Nicaragua, Costarica
- Pescennina orellana Platnick & Dupérré, 2011 — Ecuador
- Pescennina otti Platnick & Dupérré, 2011 — Brasile
- Pescennina piura Platnick & Dupérré, 2011 — Perù
- Pescennina sasaima Platnick & Dupérré, 2011 — Colombia
- Pescennina sumidero Platnick & Dupérré, 2011 — Messico
- Pescennina viquezi Platnick & Dupérré, 2011 — Costarica

## Plectoptilus
Plectoptilus Simon, 1905
- Plectoptilus myops Simon, 1905 — Giava

## Predatoroonops
Predatoroonops Brescovit, Rheims & Ott, 2012
- Predatoroonops anna Brescovit, Rheims & Bonaldo, 2012 — Brasile
- Predatoroonops billy Brescovit, Rheims & Ott, 2012 — Brasile
- Predatoroonops blain Brescovit, Rheims & Ott, 2012 — Brasile
- Predatoroonops chicano Brescovit, Rheims & Santos, 2012 — Brasile
- Predatoroonops dillon Brescovit, Rheims & Bonaldo, 2012 — Brasile
- Predatoroonops dutch Brescovit, Rheims & Bonaldo, 2012 — Brasile
- Predatoroonops maceliot Brescovit, Rheims & Ott, 2012 — Brasile
- Predatoroonops mcternani Brescovit, Rheims & Santos, 2012 — Brasile
- Predatoroonops olddemon Brescovit, Rheims & Santos, 2012 — Brasile
- Predatoroonops peterhalli Brescovit, Rheims & Santos, 2012 — Brasile
- Predatoroonops phillips Brescovit, Rheims & Santos, 2012 — Brasile
- Predatoroonops poncho Brescovit, Rheims & Ott, 2012 — Brasile
- Predatoroonops rickhawkins Brescovit, Rheims & Bonaldo, 2012 — Brasile
- Predatoroonops schwarzeneggeri Brescovit, Rheims & Ott, 2012 — Brasile
- Predatoroonops vallarta Brescovit, Rheims & Bonaldo, 2012 — Brasile
- Predatoroonops valverde Brescovit, Rheims & Ott, 2012 — Brasile
- Predatoroonops yautja Brescovit, Rheims & Santos, 2012 — Brasile

## Prethopalpus
Prethopalpus Baehr et al., 2012
- Prethopalpus alexanderi Baehr & Harvey, 2012 — Australia occidentale
- Prethopalpus attenboroughi Baehr & Harvey, 2012 — Queensland
- Prethopalpus bali Baehr, 2012 — Bali
- Prethopalpus bellicosus Baehr & Thoma, 2012 — Borneo
- Prethopalpus blosfeldsorum Baehr & Harvey, 2012 — Queensland
- Prethopalpus boltoni Baehr & Harvey, 2012 — Australia occidentale
- Prethopalpus brunei Baehr, 2012 — Borneo
- Prethopalpus callani Baehr & Harvey, 2012 — Australia occidentale
- Prethopalpus cooperi Baehr & Harvey, 2012 — Australia occidentale
- Prethopalpus deelemanae Baehr & Thoma, 2012 — Borneo
- Prethopalpus eberhardi Baehr & Harvey, 2012 — Australia occidentale
- Prethopalpus fosuma (Burger, 2002) — Giava, Sumatra
- Prethopalpus framenaui Baehr & Harvey, 2012 — Australia occidentale
- Prethopalpus hainanensis Tong & Li, 2013 — Cina
- Prethopalpus humphreysi Baehr & Harvey, 2012 — Australia occidentale
- Prethopalpus ilam Baehr, 2012 — Nepal
- Prethopalpus infernalis (Harvey & Edward, 2007) — Australia occidentale
- Prethopalpus java Baehr, 2012 — Giava
- Prethopalpus julianneae Baehr & Harvey, 2012 — Australia occidentale
- Prethopalpus khasi Baehr, 2012 — India
- Prethopalpus kintyre Baehr & Harvey, 2012 — Australia occidentale
- Prethopalpus kranzae Baehr, 2012 — Sumatra
- Prethopalpus kropfi Baehr, 2012 — Malesia, Borneo
- Prethopalpus leuser Baehr, 2012 — Sumatra
- Prethopalpus madurai Baehr, 2012 — India
- Prethopalpus magnaocularis Baehr & Thoma, 2012 — Borneo
- Prethopalpus mahanadi Baehr, 2012 — India
- Prethopalpus maini Baehr & Harvey, 2012 — Australia occidentale
- Prethopalpus marionae Baehr & Harvey, 2012 — Nuova Guinea, Queensland
- Prethopalpus meghalaya Baehr, 2012 — India
- Prethopalpus oneillae Baehr & Harvey, 2012 — Australia occidentale
- Prethopalpus pahang Baehr, 2012 — Malesia, Singapore
- Prethopalpus pearsoni Baehr & Harvey, 2012 — Australia occidentale
- Prethopalpus perak Baehr, 2012 — Malesia
- Prethopalpus platnicki Baehr & Harvey, 2012 — Queensland
- Prethopalpus rawlinsoni Baehr & Harvey, 2012 — Queensland
- Prethopalpus sabah Baehr, 2012 — Borneo
- Prethopalpus sarawak Baehr, 2012 — Borneo
- Prethopalpus scanloni Baehr & Harvey, 2012 — Australia occidentale
- Prethopalpus schwendingeri Baehr, 2012 — Singapore, Giava, Sumatra
- Prethopalpus tropicus Baehr & Harvey, 2012 — Nuova Guinea, Queensland
- Prethopalpus utara Baehr, 2012 — Sumatra

## Prida
Prida Saaristo, 2001
- Prida sechellensis (Benoit, 1979) — Isole Seychelles

## Prodysderina
Prodysderina Platnick et al., 2013
- Prodysderina armata (Simon, 1893) — Venezuela
- Prodysderina filandia Platnick et al., 2013 — Colombia
- Prodysderina janetae Platnick et al., 2013 — Venezuela
- Prodysderina megarmata Platnick et al., 2013 — Venezuela
- Prodysderina otun Platnick et al., 2013 — Colombia
- Prodysderina piedecuesta Platnick et al., 2013 — Colombia
- Prodysderina rasgon Platnick et al., 2013 — Colombia
- Prodysderina rollardae Platnick et al., 2013 — Venezuela
- Prodysderina santander Platnick et al., 2013 — Colombia

## Pseudoscaphiella
Pseudoscaphiella Simon, 1907
- Pseudoscaphiella parasita Simon, 1907 — Sudafrica

## Pseudotriaeris
Pseudotriaeris Brignoli, 1974
- Pseudotriaeris karschi (Bösenberg & Strand, 1906) — Cina, Giappone

## Puan
Puán Izquierdo, 2012
- Puan chechehet Izquierdo, 2012 — Argentina
- Puan nair Izquierdo, 2012 — Argentina

## Scaphidysderina
Scaphidysderina Platnick & Dupérré, 2011
- Scaphidysderina andersoni Platnick & Dupérré, 2011 — Ecuador
- Scaphidysderina baerti Platnick & Dupérré, 2011 — Ecuador
- Scaphidysderina cajamarca Platnick & Dupérré, 2011 — Perù
- Scaphidysderina cotopaxi Platnick & Dupérré, 2011 — Ecuador
- Scaphidysderina hormigai Platnick & Dupérré, 2011 — Colombia
- Scaphidysderina iguaque Platnick & Dupérré, 2011 — Colombia
- Scaphidysderina loja Platnick & Dupérré, 2011 — Ecuador
- Scaphidysderina manu Platnick & Dupérré, 2011 — Perù
- Scaphidysderina molleturo Platnick & Dupérré, 2011 — Ecuador
- Scaphidysderina napo Platnick & Dupérré, 2011 — Ecuador
- Scaphidysderina pagoreni Platnick & Dupérré, 2011 — Perù
- Scaphidysderina palenque Platnick & Dupérré, 2011 — Ecuador
- Scaphidysderina pinocchio Platnick & Dupérré, 2011 — Ecuador
- Scaphidysderina scutata Platnick & Dupérré, 2011 — Perù
- Scaphidysderina tandapi Platnick & Dupérré, 2011 — Ecuador
- Scaphidysderina tapiai Platnick & Dupérré, 2011 — Ecuador
- Scaphidysderina tayos Platnick & Dupérré, 2011 — Ecuador

## Scaphiella
Scaphiella Simon, 1891
- Scaphiella agocena Chickering, 1968 — Curaçao (Venezuela)
- Scaphiella almirante Platnick & Dupérré, 2010 — Panama
- Scaphiella altamira Platnick & Dupérré, 2010 — Costarica, Panama
- Scaphiella antonio Platnick & Dupérré, 2010 — Costarica, Panama
- Scaphiella arima Platnick & Dupérré, 2010 — Trinidad
- Scaphiella ayacucho Platnick & Dupérré, 2010 — Venezuela
- Scaphiella barroana Gertsch, 1941 — Panama
- Scaphiella bocas Platnick & Dupérré, 2010 — Panama
- Scaphiella bonda Platnick & Dupérré, 2010 — Colombia
- Scaphiella bopal Platnick & Dupérré, 2010 — Nicaragua
- Scaphiella bordoni Dumitrescu & Georgescu, 1987 — Venezuela
- Scaphiella bryantae Dumitrescu & Georgescu, 1983 — Cuba
- Scaphiella buck Platnick & Dupérré, 2010 — isole Vergini
- Scaphiella campeche Platnick & Dupérré, 2010 — Messico
- Scaphiella capim Platnick & Dupérré, 2010 — Brasile
- Scaphiella cata Platnick & Dupérré, 2010 — Venezuela
- Scaphiella cayo Platnick & Dupérré, 2010 — Belize
- Scaphiella ceiba Platnick & Dupérré, 2010 — Honduras
- Scaphiella chone Platnick & Dupérré, 2010 — Ecuador
- Scaphiella cocona Platnick & Dupérré, 2010 — Messico
- Scaphiella curlena Chickering, 1968 — Giamaica
- Scaphiella cymbalaria Simon, 1891 — Isola Saint Vincent, Venezuela
- Scaphiella etang Platnick & Dupérré, 2010 — Guadalupa
- Scaphiella gracia Platnick & Dupérré, 2010 — Venezuela
- Scaphiella guatopo Platnick & Dupérré, 2010 — Venezuela
- Scaphiella guiria Platnick & Dupérré, 2010 — Venezuela, Trinidad
- Scaphiella hitoy Platnick & Dupérré, 2010 — Costarica
- Scaphiella hone Platnick & Dupérré, 2010 — Costarica, Panama
- Scaphiella icabaru Platnick & Dupérré, 2010 — Venezuela
- Scaphiella incha Platnick & Dupérré, 2010 — Ecuador
- Scaphiella irmaos Platnick & Dupérré, 2010 — Brasile
- Scaphiella kalunda Chickering, 1968 — Isole Vergini
- Scaphiella kartabo Platnick & Dupérré, 2010 — Guyana
- Scaphiella lancetilla Platnick & Dupérré, 2010 — Honduras
- Scaphiella longkey Platnick & Dupérré, 2010 — USA
- Scaphiella maculata Birabén, 1955 — Argentina
- Scaphiella manaus Platnick & Dupérré, 2010 — Brasile
- Scaphiella meta Platnick & Dupérré, 2010 — Colombia
- Scaphiella mico Platnick & Dupérré, 2010 — Guatemala
- Scaphiella miranda Platnick & Dupérré, 2010 — Venezuela
- Scaphiella muralla Platnick & Dupérré, 2010 — Honduras
- Scaphiella murici Platnick & Dupérré, 2010 — Brasile
- Scaphiella napo Platnick & Dupérré, 2010 — Ecuador
- Scaphiella osa Platnick & Dupérré, 2010 — Costarica
- Scaphiella pago Platnick & Dupérré, 2010 — Perù
- Scaphiella palenque Platnick & Dupérré, 2010 — Messico
- Scaphiella palmillas Platnick & Dupérré, 2010 — Messico
- Scaphiella penna Platnick & Dupérré, 2010 — Brasile
- Scaphiella pich Platnick & Dupérré, 2010 — Ecuador
- Scaphiella saba Platnick & Dupérré, 2010 — isole Saba
- Scaphiella scutiventris Simon, 1893 — Venezuela
- Scaphiella septella Chickering, 1968 — Isole Vergini
- Scaphiella simla Chickering, 1968 — Trinidad
- Scaphiella tena Platnick & Dupérré, 2010 — Ecuador
- Scaphiella tigre Platnick & Dupérré, 2010 — Venezuela
- Scaphiella tuxtla Platnick & Dupérré, 2010 — Messico
- Scaphiella valencia Platnick & Dupérré, 2010 — Messico
- Scaphiella vicencio Platnick & Dupérré, 2010 — Messico
- Scaphiella virgen Platnick & Dupérré, 2010 — Messico
- Scaphiella vito Platnick & Dupérré, 2010 — Messico
- Scaphiella weberi Chickering, 1968 — Trinidad
- Scaphiella williamsi Gertsch, 1941 — Panama

## Scaphioides
Scaphioides Bryant, 1942
- Scaphioides bimini Platnick & Dupérré, 2012 — isole Bahama
- Scaphioides cameguey Platnick & Dupérré, 2012 — Cuba
- Scaphioides campeche Platnick & Dupérré, 2012 — Messico
- Scaphioides cletus (Chickering, 1969) — Giamaica
- Scaphioides cobre Platnick & Dupérré, 2012 — Cuba
- Scaphioides econotus (Chickering, 1969) — Portorico
- Scaphioides gertschi Platnick & Dupérré, 2012 — isole Bahama
- Scaphioides granpiedra Platnick & Dupérré, 2012 — Cuba
- Scaphioides halatus (Chickering, 1969) — isole Leeward
- Scaphioides hoffi (Chickering, 1969) — Giamaica
- Scaphioides irazu Platnick & Dupérré, 2012 — Costarica
- Scaphioides miches Platnick & Dupérré, 2012 — Hispaniola
- Scaphioides minuta (Chamberlin & Ivie, 1935) — USA
- Scaphioides nitens (Bryant, 1942) — isole Vergini
- Scaphioides phonetus (Chickering, 1969) — Portorico
- Scaphioides reducta Bryant, 1942 — isole Vergini
- Scaphioides reductoides Platnick & Dupérré, 2012 — isole Vergini
- Scaphioides siboney Platnick & Dupérré, 2012 — Cuba
- Scaphioides yateras Platnick & Dupérré, 2012 — Cuba

## Scaphios
Scaphios Platnick & Dupérré, 2010
- Scaphios cayambe Platnick & Dupérré, 2010 — Ecuador
- Scaphios yatun Platnick & Dupérré, 2010 — Ecuador
- Scaphios napo Platnick & Dupérré, 2010 — Ecuador
- Scaphios orellana Platnick & Dupérré, 2010 — Ecuador
- Scaphios planada Platnick & Dupérré, 2010 — Colombia
- Scaphios puyo Platnick & Dupérré, 2010 — Ecuador
- Scaphios wagra Platnick & Dupérré, 2010 — Ecuador
- Scaphios yanayacu Platnick & Dupérré, 2010 — Ecuador

## Semibulbus
Semibulbus Saaristo, 2007
- Semibulbus zekharya Saaristo, 2007 — Israele

## Semidysderina
Semidysderina Platnick & Dupérré, 2011
- Semidysderina donachui Platnick & Dupérré, 2011 — Colombia
- Semidysderina kochalkai Platnick & Dupérré, 2011 — Colombia
- Semidysderina lagila Platnick & Dupérré, 2011 — Colombia
- Semidysderina marta Platnick & Dupérré, 2011 — Colombia
- Semidysderina mulleri Platnick & Dupérré, 2011 — Colombia
- Semidysderina sturmi Platnick & Dupérré, 2011 — Colombia

## Setayeshoonops
Setayeshoonops Makhan & Ezzatpanah, 2011
- Setayeshoonops donachui Makhan & Ezzatpanah, 2011 — Suriname

## Silhouettella
Silhouettella Benoit, 1979
- Silhouettella betalfa Saaristo, 2007 — Israele
- Silhouettella curieusei Benoit, 1979 — Isole Seychelles
- Silhouettella loricatula (Roewer, 1942) — dall'Europa all'Asia centrale, Africa settentrionale, Isole Canarie
- Silhouettella osmaniye Wunderlich, 2011 — Turchia
- Silhouettella tomer Saaristo, 2007 — Israele
- Silhouettella usgutra Saaristo & van Harten, 2002 — Socotra

## Simonoonops
Simonoonops Harvey, 2002
- Simonoonops andersoni Platnick & Dupérré, 2011 — Venezuela
- Simonoonops chickeringi Platnick & Dupérré, 2011 — isola Saint Vincent
- Simonoonops craneae (Chickering, 1968) — Venezuela, Trinidad
- Simonoonops etang Platnick & Dupérré, 2011 — Grenada
- Simonoonops globina (Chickering, 1968) — Dominica
- Simonoonops grande Platnick & Dupérré, 2011 — Venezuela
- Simonoonops lutzi Platnick & Dupérré, 2011 — Guyana
- Simonoonops princeps (Simon, 1891) — isola Saint Vincent
- Simonoonops simoni Platnick & Dupérré, 2011 — Venezuela
- Simonoonops soltina (Chickering, 1968) — isola Saint Vincent
- Simonoonops spiniger Simon, 1891 — isola Saint Vincent

## Socotroonops
Socotroonops Saaristo & van Harten, 2002
- Socotroonops socotra Saaristo & van Harten, 2002 — Socotra

## Spinestis
Spinestis Saaristo & Marusik, 2009
- Spinestis nikita Saaristo & Marusik, 2009 — Ucraina

## Stenoonops
Stenoonops Simon, 1891
- Stenoonops alazan Platnick & Dupérré, 2010 — Messico
- Stenoonops belmopan Platnick & Dupérré, 2010 — Belize
- Stenoonops bimini Platnick & Dupérré, 2010 — isole Bahama
- Stenoonops brendae Platnick, Dupérré & Berniker, 2013 — Cuba
- Stenoonops cabo Platnick & Dupérré, 2010 — Messico
- Stenoonops canita Platnick & Dupérré, 2010 — Panama
- Stenoonops dimotus Chickering, 1969 — Giamaica
- Stenoonops egenulus Simon, 1893 — Venezuela
- Stenoonops exgord Platnick & Dupérré, 2010 — isole Vergini
- Stenoonops insolitus Chickering, 1969 — Giamaica
- Stenoonops jara Platnick & Dupérré, 2010 — Hispaniola
- Stenoonops kochalkai Platnick & Dupérré, 2010 — Colombia
- Stenoonops luquillo Platnick & Dupérré, 2010 — Portorico
- Stenoonops macabus Chickering, 1969 — Giamaica
- Stenoonops mandeville Platnick & Dupérré, 2010 — Giamaica
- Stenoonops murphyorum Platnick & Dupérré, 2010 — Costarica
- Stenoonops opisthornatus Benoit, 1979 — Isole Seychelles
- Stenoonops peckorum Platnick & Dupérré, 2010 — USA
- Stenoonops petrunkevitchi Chickering, 1951 — Panama
- Stenoonops pretiosus (Bryant, 1942) — isole Vergini
- Stenoonops saba Platnick & Dupérré, 2010 — isole Saba
- Stenoonops saintjohn Platnick & Dupérré, 2010 — isole Vergini
- Stenoonops scabriculus Simon, 1891 — Guadalupa, Saint Vincent, Venezuela
- Stenoonops schuhi Platnick, Dupérré & Berniker, 2013 — Cuba
- Stenoonops simla Platnick & Dupérré, 2010 — Trinidad
- Stenoonops tayrona Platnick & Dupérré, 2010 — Colombia, Venezuela
- Stenoonops tobyi Platnick, Dupérré & Berniker, 2013 — Cuba
- Stenoonops tortola Platnick & Dupérré, 2010 — isole Vergini

## Sulsula
Sulsula Simon, 1882
- Sulsula pauper (O. P.-Cambridge, 1876) — Algeria, Egitto, Sudan

## Tapinesthis
Tapinesthis Simon, 1914
- Tapinesthis inermis (Simon, 1882) — Europa (USA, introdotto)

## Telchius
Telchius Simon, 1893
- Telchius barbarus Simon, 1893 — Algeria
- Telchius maculosus Denis, 1952 — Marocco
- Telchius transvaalicus Simon, 1907 — Sudafrica

## Termitoonops
Termitoonops Benoit, 1964
- Termitoonops apicarquieri Benoit, 1975 — Congo
- Termitoonops bouilloni Benoit, 1964 — Congo
- Termitoonops faini Benoit, 1964 — Congo
- Termitoonops furculitermitis Benoit, 1975 — Congo
- Termitoonops spinosissimus Benoit, 1964 — Congo

## Tolegnaro
Tolegnaro Álvarez-Padilla, Ubick & Griswold, 2012
- Tolegnaro kepleri Álvarez-Padilla, Ubick & Griswold, 2012 — Madagascar
- Tolegnaro sagani Álvarez-Padilla, Ubick & Griswold, 2012 — Madagascar

## Triaeris
Triaeris Simon, 1891
- Triaeris barela Gajbe, 2004 — India
- Triaeris bodanus Chickering, 1968 — Trinidad
- Triaeris equestris Simon, 1907 — Principe (Golfo di Guinea)
- Triaeris fako Platnick et al., 2012 — Camerun
- Triaeris glenniei Fage, 1946 — India
- Triaeris ibadan Platnick et al., 2012 — Nigeria
- Triaeris khashiensis Tikader, 1966 — India
- Triaeris macrophthalmus Berland, 1914 — Kenya
  - Triaeris macrophthalmus cryptops Berland, 1914 — Kenya, Zanzibar
  - Triaeris macrophthalmus medius Berland, 1914 — Kenya
- Triaeris manii Tikader & Malhotra, 1974 — India
- Triaeris melghaticus Bastawade, 2005 — India
- Triaeris menchum Platnick et al., 2012 — Camerun
- Triaeris moca Platnick et al., 2012 — Bioko
- Triaeris nagarensis Tikader & Malhotra, 1974 — India
- Triaeris nagpurensis Tikader & Malhotra, 1974 — India
- Triaeris oku Platnick et al., 2012 — Camerun
- Triaeris poonaensis Tikader & Malhotra, 1974 — India
- Triaeris stenaspis Simon, 1891 — dagli USA al Venezuela, Indie Occidentali; Europa (introdotto)
- Triaeris togo Platnick et al., 2012 — Togo

## Tridysderina
Tridysderina Platnick, Berniker & Bonaldo, 2013
- Tridysderina archidona Platnick, Berniker & Bonaldo, 2013 — Ecuador
- Tridysderina bellavista Platnick, Berniker & Bonaldo, 2013 — Ecuador
- Tridysderina galeras Platnick, Berniker & Bonaldo, 2013 — Ecuador
- Tridysderina jatun Platnick, Berniker & Bonaldo, 2013 — Ecuador
- Tridysderina tena Platnick, Berniker & Bonaldo, 2013 — Ecuador
- Tridysderina yasuni Platnick, Berniker & Bonaldo, 2013 — Ecuador

## Trilacuna
Trilacuna Tong & Li, 2007
- Trilacuna alces Eichenberger, 2011 — Thailandia
- Trilacuna angularis Tong & Li, 2007 — Cina
- Trilacuna bilingua Eichenberger, 2011 — Malesia
- Trilacuna clarissa Eichenberger, 2011 — Sumatra
- Trilacuna diabolica Kranz-Baltensperger, 2011 — Thailandia
- Trilacuna kropfi Eichenberger, 2011 — Thailandia
- Trilacuna merapi Kranz-Baltensperger & Eichenberger, 2011 — Sumatra
- Trilacuna rastrum Tong & Li, 2007 — Cina
- Trilacuna werni Eichenberger, 2011 — Thailandia

## Unicorn
Unicorn Platnick & Brescovit, 1995
- Unicorn argentina (Mello-Leitão, 1940) — Argentina
- Unicorn catleyi Platnick & Brescovit, 1995 — Cile, Argentina
- Unicorn chacabuco Platnick & Brescovit, 1995 — Cile
- Unicorn huanaco Platnick & Brescovit, 1995 — Bolivia
- Unicorn sikus González, Corronca & Cava, 2010 — Argentina
- Unicorn socos Platnick & Brescovit, 1995 — Cile
- Unicorn toconao Platnick & Brescovit, 1995 — Cile

## Wanops
Wanops Chamberlin & Ivie, 1938
- Wanops coecus Chamberlin & Ivie, 1938 — Messico

## Xestaspis
Xestaspis Simon, 1884
- Xestaspis biflocci Eichenberger, 2012 — Thailandia
- Xestaspis kandy Eichenberger, 2012 — Sri Lanka
- Xestaspis linnaei Ott & Harvey, 2008 — Australia occidentale
- Xestaspis loricata (L. Koch, 1873) — Australia, Micronesia
- Xestaspis nitida Simon, 1884 — Algeria, Yemen
- Xestaspis paulina Eichenberger, 2012 — Sri Lanka
- Xestaspis recurva Strand, 1906 — Etiopia
- Xestaspis reimoseri Fage, 1938 — Costa Rica
- Xestaspis rostrata Tong & Li, 2009 — Cina
- Xestaspis semengoh Eichenberger, 2012 — Borneo
- Xestaspis sertata Simon, 1907 — Bioko (Golfo di Guinea)
- Xestaspis sis Saaristo & van Harten, 2006 — Yemen
- Xestaspis sublaevis Simon, 1893 — Sri Lanka
- Xestaspis tumidula Simon, 1893 — Sierra Leone
- Xestaspis yemeni Saaristo & van Harten, 2006 — Yemen

## Xiombarg
Xiombarg Brignoli, 1979
- Xiombarg plaumanni Brignoli, 1979 — Brasile, Argentina

## Xyccarph
Xyccarph Brignoli, 1978
- Xyccarph migrans Höfer & Brescovit, 1996 — Brasile
- Xyccarph myops Brignoli, 1978 — Brasile
- Xyccarph tenuis (Vellard, 1924) — Brasile
- Xyccarph wellingtoni Höfer & Brescovit, 1996 — Brasile

## Xyphinus
Xyphinus Simon, 1893
- Xyphinus abanghamidi Deeleman-Reinhold, 1987 — Borneo
- Xyphinus gibber Deeleman-Reinhold, 1987 — Borneo
- Xyphinus hystrix Simon, 1893 — Singapore
- Xyphinus lemniscatus Deeleman-Reinhold, 1987 — Borneo
- Xyphinus montanus Deeleman-Reinhold, 1987 — Borneo
- Xyphinus xanthus Deeleman-Reinhold, 1987 — Borneo
- Xyphinus xelo Deeleman-Reinhold, 1987 — Malaysia

## Yumates
Yumates Chamberlin, 1924
- Yumates angela Chamberlin, 1924 — Messico
- Yumates nesophila Chamberlin, 1924 — Messico

## Zyngoonops
Zyngoonops Benoit, 1977
- Zyngoonops beatriceae Fannes, 2013 — Congo
- Zyngoonops chambersi Fannes, 2013 — Congo
- Zyngoonops clandestinus Benoit, 1977 — Congo
- Zyngoonops goedaerti Fannes, 2013 — Congo
- Zyngoonops marki Fannes, 2013 — Congo
- Zyngoonops moffetti Fannes, 2013 — Congo
- Zyngoonops redii Fannes, 2013 — Congo
- Zyngoonops rockoxi Fannes, 2013 — Congo
- Zyngoonops swammerdami Fannes, 2013 — Congo
- Zyngoonops walcotti Fannes, 2013 — Repubblica Centrafricana